# 東海大学工業高等学校
東海大学工業高等学校（とうかいだいがくこうぎょうこうとうがっこう）は、かつて静岡県清水市（現・静岡市清水区）にあった私立（東海大学付属）の工業高等学校である。

## 概要
1999年に東海大学第一高等学校（略称：東海大一）と統合して東海大学付属静岡翔洋高等学校となり、閉校した。

## 沿革
- 1959年（昭和34年）3月 - 設置・開校認可
- 1962年（昭和37年）8月 - 清水市折戸の元商船大学校舎に移転完了
- 1996年（平成8年）1月 - 一高との統合計画発表（総長より両校の教職員･PTA後援会同窓会役員・マスコミへ）
- 1997年（平成9年）4月 - 総合後の校名「東海大学付属翔洋高等学校」に決定
- 1998年（平成10年）
  - 4月 - 一年生東海大学付属翔洋高等学校の新制服着用
  - 12月 - 工業高校校舎改築に伴い新校舎に移転
- 1999年（平成11年）
  - 3月 - 東海大学工業高等学校として最後の卒業式
  - 4月 - 東海大学付属翔洋高等学校 と校名変更

## 所在地
- 静岡県清水市（現・静岡市清水区）折戸3丁目20-1